# Drypetes amazonica
Drypetes amazonica là một loài thực vật có hoa trong họ Putranjivaceae. Loài này được Steyerm. mô tả khoa học đầu tiên năm 1938.